# Porcellionides nigricans
Porcellionides nigricans är en kräftdjursart som först beskrevs av Brandt 1833.  Porcellionides nigricans ingår i släktet Porcellionides och familjen Porcellionidae. Inga underarter finns listade i Catalogue of Life.